# Ludwig Daser
Ludwig Daser (* um 1526 in München; † 27. März 1589 in Stuttgart) war ein deutscher Kapellmeister und Komponist.

## Leben
Ludwig Daser wurde in der Münchner Hofkantorei erzogen und erhielt dort im Jahre 1552 die Kapellmeisterstelle. Als er zum Protestantismus übertrat, verlor er diese Position an Orlando di Lasso und war gezwungen, München zu verlassen. Da Herzog Christoph von Württemberg zu dieser Zeit einer der Führer des Protestantismus war, fand Daser Anstellung an der Hofkapelle Stuttgart und wurde auch dort im Jahre 1572 mit der Stelle eines Kapellmeisters betraut, die er bis zu seinem Ableben innehatte.
Daser schuf 22 Messen, 24 Motetten und weitere geistliche Werke. Darüber hinaus komponierte er 1578 eine vierstimmige Passion, deren Text eine Zusammenstellung aller vier Evangelien zugrunde liegt.